# Kawraiski-VII-Projektion

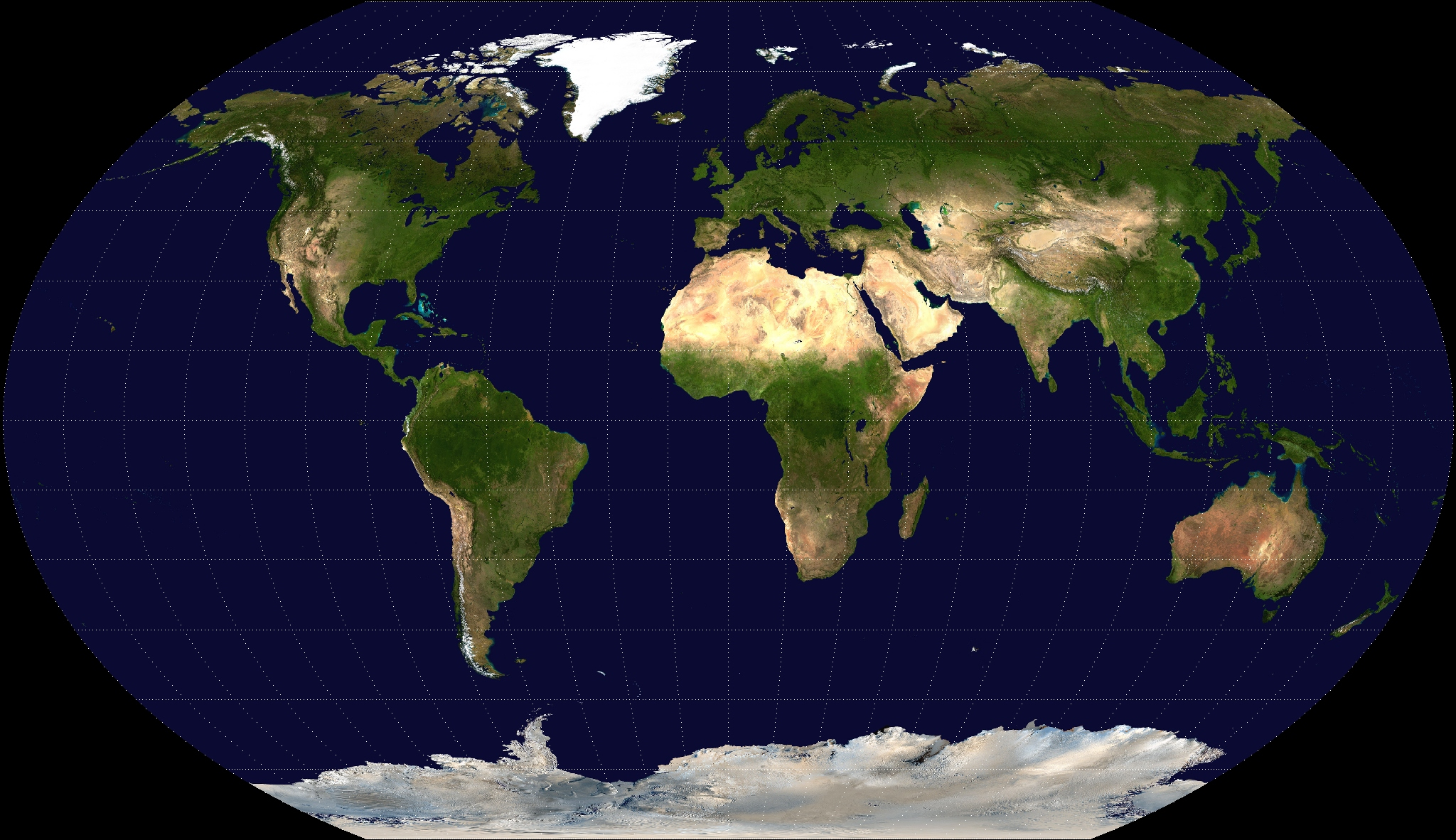
Kawraiski-VII-Projektion der Erde

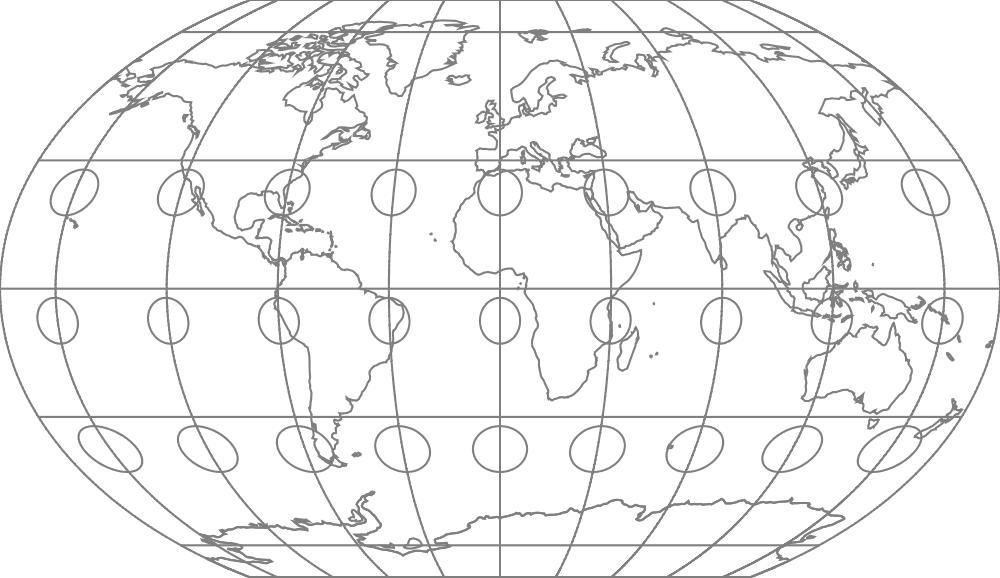
Verzerrungen der Kawraiski-VII-Projektion verdeutlicht mit der Tissotschen Indikatrix

Die Kawraiski-VII-Projektion ist ein 1939 von Wladimir Kawraiski veröffentlichter Kartennetzentwurf für die gesamte Erdoberfläche.
Sie stellt einen Kompromiss zwischen Flächen- und Winkeltreue dar und erreicht in neueren Untersuchungen dazu Werte, die mit der im Westen bekannteren Winkel-Tripel-Projektion vergleichbar sind.

## Formeln
Die Projektion der Koordinaten auf die Karte ist definiert als:
{\displaystyle x={\frac {3\lambda }{2\pi }}{\sqrt {{\frac {\pi ^{2}}{3}}-\phi ^{2}}}}
{\displaystyle y=\phi \,}
mit dem Längengrad {\displaystyle \lambda \,} und dem Breitengrad {\displaystyle \phi \,}.